# Vendenesse-lès-Charolles
 Vendenesse-lès-Charolles  es una población y comuna francesa, en la región de Borgoña, departamento de Saona y Loira, en el distrito de Charolles y cantón de Charolles.

## Demografía
| 904 | 849 | 801 | 797 | 750 | 699 |
| Para los censos de 1962 a 1999 la población legal corresponde a la población sin duplicidades (Fuente: INSEE [Consultar]) |     |     |     |     |     |